# Columbia (Kentucky)
Columbia ist eine Stadt im US-Bundesstaat Kentucky und Verwaltungssitz des Adair Countys. Das U.S. Census Bureau hat bei der Volkszählung 2020 eine Einwohnerzahl von 4.845 ermittelt.

## Geschichte
Die Stadt wurde 1802 von Daniel Traube gegründet. Der Gründer errichtete 1823 das Daniel Traube House. Das Adair County Courthouse wurde 1885 errichtet. Beide Gebäude sind seit 1974 im National Register of Historic Places eingetragen.

## Geographie
Columbia ist liegt zentral im Adair County zwischen dem Green River Lake, einem Stausee des Green River (Kentucky) und dem Cumberland River. Columbia liegt 200 km nordöstlich von Nashville und 120 km südlich von Fort Knox.

## Bildung
Das private Lindsey Wilson College wurde 1903 gegründet und hat seinen Campus in der Innenstadt von Columbia.
In Columbia befindet sich die Adair County Public Library.

## Söhne und Töchter der Stadt
- George Caldwell (1814–1866), Politiker
- Frank Lane Wolford (1817–1895), Politiker
- Dakota Meyer (* 1988), Empfänger der Medal of Honor